# Whole Lotta Shakin' Goin' On
Whole Lotta Shakin' Goin' On is een nummer geschreven door Dave "Curlee" Williams. Het nummer werd in 1955 voor het eerst opgenomen door Big Maybelle, hoewel de bekendste versie de rock-'n-roll-versie van Jerry Lee Lewis uit 1957 is. Het nummer is ook opgenomen door Levi Kreis en Chubby Checker.
Op 21 maart 1955 nam Big Maybelle het R&B-nummer op voor Okeh Records, waarbij de opnamesessie gearrangeerd werd door Quincy Jones. Hetzelfde jaar nam Roy Hall op voor Decca Records, waarbij Hall beweerde dat hij als co-auteur de auteursrechten van het nummer had.

## Versie van Jerry Lee Lewis
Jerry Lee Lewis had het nummer reeds enkele malen live uitgevoerd voordat hij het opname bij zijn tweede opnamesessie voor Sun Records in februari 1957. Onder toezicht van producent Jack Clement veranderde Lewis het nummer door er een boogiepiano toe te voegen.
Sun bracht het nummer uit op single en deze behaalde de derde plek in de Billboard Hot 100 en de nummer 1-positie in de country- en R&B-lijsten van het tijdschrift. In het Verenigd Koninkrijk behaalde het de achtste positie.

### NPO Radio 2 Top 2000
| Nummer met noteringen in de NPO Radio 2 Top 2000 | '99  | '00-'02 | '03  | '04  |
| ------------------------------------------------ | ---- | ------- | ---- | ---- |
| Whole Lotta Shakin' Goin' On                     | 1774 | -       | 1982 | 1826 |

1. ↑  Een '-' betekent dat het nummer niet was genoteerd en een vetgedrukt getal geeft de hoogste notering aan.
2. ↑  Deze tabel is bijgewerkt tot en met de laatste editie (2024).